# Nkiniziwa
Nkiniziwa ist ein Verwaltungsbezirk (englisch Ward) des Distrikts Nzega (DC) in der tansanischen Region Tabora.

## Geografie
Nkiniziwa ist ein ländlicher Bezirk im westlichen Teil des zentralen Hochlands von Tansania, etwa 40 Kilometer südlich der Distrikthauptstadt Nzega. Bei der Volkszählung 2022 lebten 13.215 Menschen in 2262 Haushalten auf einer Fläche von 152 Quadratkilometern.

Der Bezirk grenzt an sieben Bezirke des Distrikts Nzega (DC):
| Mwantundu     | Utwigu                                      |            |
| Mbagwa        | Kompassrose, die auf Nachbargemeinden zeigt | Mizibaziba |
| Mwakashanhala | Puge                                        | Ndala      |

## Gliederung
Der Bezirk besteht aus zwei Gemeinden (swahili Mtaa) mit 21 Orten (Kitongoji):
| Ngukumo - Ngukumo A - Itengeja - Ngukumo B - Gamboshi - Ikonze - Mitundu - Ukula A - Ukula B - Ikongolo - Mbalagane - Isunga | Nkiniziwa - Nkiniziwa A - Nkiniziwa B - Kasela - Mlogolo - Ugela - Itwelyanguku - Mlimani - Isokolelo - Iselamagazi A - Iselamagazi B |

## Infrastruktur
- Bildung: Die Nkiniziwa Secondary School ist eine staatliche weiterführende Tagesschule mit einer Ausbildung bis zur 4. Stufe.[8]
- Gesundheit: In Nkiniziwa liegt eine staatliche Apotheke.[9]
- Straße: Durch den Bezirk verläuft die asphaltierte Nationalstraße T8, die die Regionshauptstadt Tabora im Süden mit Nzega im Norden verbindet.[10]